# Euptychia isolata
Euptychia isolata är en fjärilsart som beskrevs av William James Kaye. Euptychia isolata ingår i släktet Euptychia och familjen praktfjärilar. Inga underarter finns listade i Catalogue of Life.